# 다알리아속

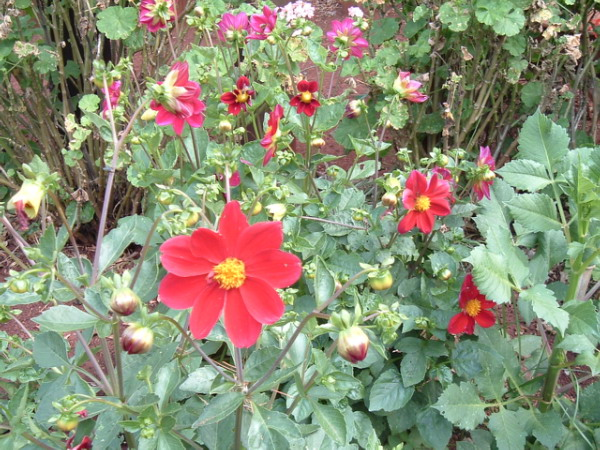
다알리아

다알리아속(Dahlia)은 덩이줄기와 초본의 특징을 지니는 여러해살이 식물로, 멕시코가 원산이다.
1963년에는 멕시코의 국화로 선언되었다. 덩이줄기는 아즈테족에 의해 식용으로 길러졌으나 이러한 이용은 스페인의 정복 이후 사라졌다. 유럽에서 덩이줄기를 식용으로 도입하려는 시도는 성공적이지 못했다.